# Fédération des États-Unis de soccer
Pour les articles homonymes, voir USSF.
La Fédération des États-Unis de soccer ou Team USA (United States Soccer Federation (en) ; USSF) est une association regroupant les clubs de soccer des États-Unis et organisant les compétitions nationales et les matchs internationaux de la sélection des États-Unis.
La fédération nationale des États-Unis est fondée en 1913. Elle est affiliée à la FIFA depuis 1914 et elle est membre de la CONCACAF depuis 1961.
Cindy Parlow Cone est la présidente depuis le 12 mars 2020.